# Pavillon de l'Esprit nouveau
Le Pavillon de l'Esprit nouveau était une maison modèle construite pour l'Exposition internationale des arts décoratifs et industriels modernes de 1925 à Paris, en France. Le bâtiment a été conçu par les architectes suisses Le Corbusier et Pierre Jeanneret.

## Contexte
Le Corbusier et Amédée Ozenfant créent en 1920 la revue L'Esprit nouveau, titre inspiré d'une conférence de Guillaume Apollinaire. Le but était d'y raconter les nouveautés de la modernité. C'est pourquoi, à l'occasion de l'exposition internationale, Le Corbusier et Pierre Jeanneret, avec qui il a réalisé de nombreux bâtiments, décident de construire le Pavillon de l'Esprit nouveau.

## Description
Conçu comme une habitation modulaire qui pourrait être combinée avec d'autres semblables pour former un ensemble plus grand, le bâtiment mesurait 200 m2 et utilisait un plateau ouvert. Le niveau inférieur abritait des espaces de vie et une cuisine tandis qu'un étage abritait des chambres et une salle de bain.
En concevant le bâtiment, Le Corbusier et Jeanneret s'écartent esthétiquement et idéologiquement du style Art déco qui dominait l'exposition. Les architectes, considérant l'architecture comme trop éloignée des besoins humains, ont mis l'accent sur la fonction et ont cherché à réduire considérablement la décoration. Afin de réduire le besoin de meubles décoratifs, Le Corbusier et Jeanneret ont inclus une myriade de meubles intégrés, y compris des armoires et des étagères. Le pavillon comprenait également plusieurs sculptures cubistes de Chaim Jacob Lipchitz, dont l'une était posée sur l'herbe devant le bâtiment.

## Réplique
En 1977, Glauco Gresleri, Giuliano Gresleri et José Oubrerie ont construit une réplique exacte du bâtiment du quartier Fiera, à Bologne, en Italie, pour une exposition. Les architectes ont réalisé le projet en collaboration avec la Fondation Le Corbusier. Le pavillon reconstruit a été restauré en 2017.

## Postérité
Dans un article de 2017 pour CNN, Stephen Bayley (en) qualifie le bâtiment l'un des « 20 designs qui ont défini le monde moderne ».